# Laboratoire Rutherford Appleton

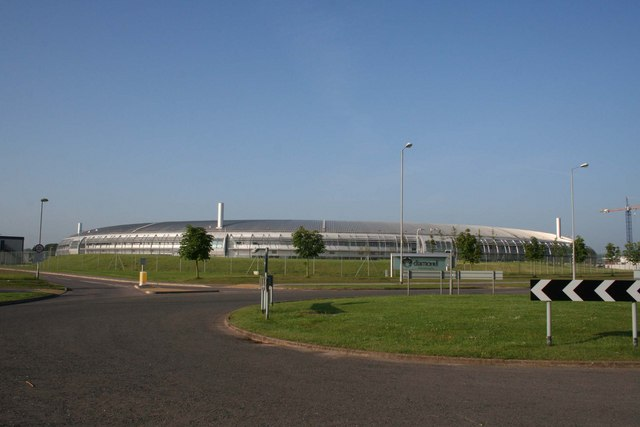
Diamond un des grands équipements de physique géré par le RAL.

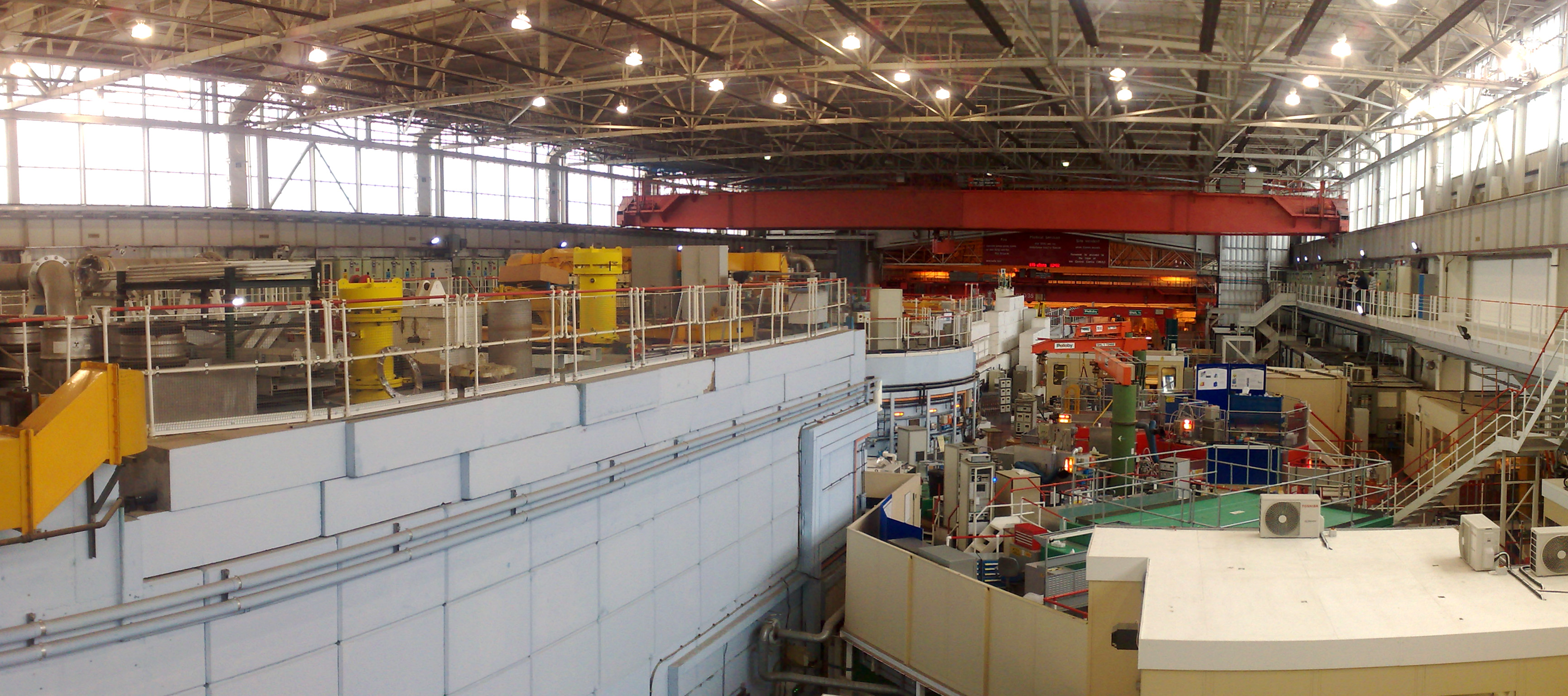
Hall de l'accélérateur ISIS.

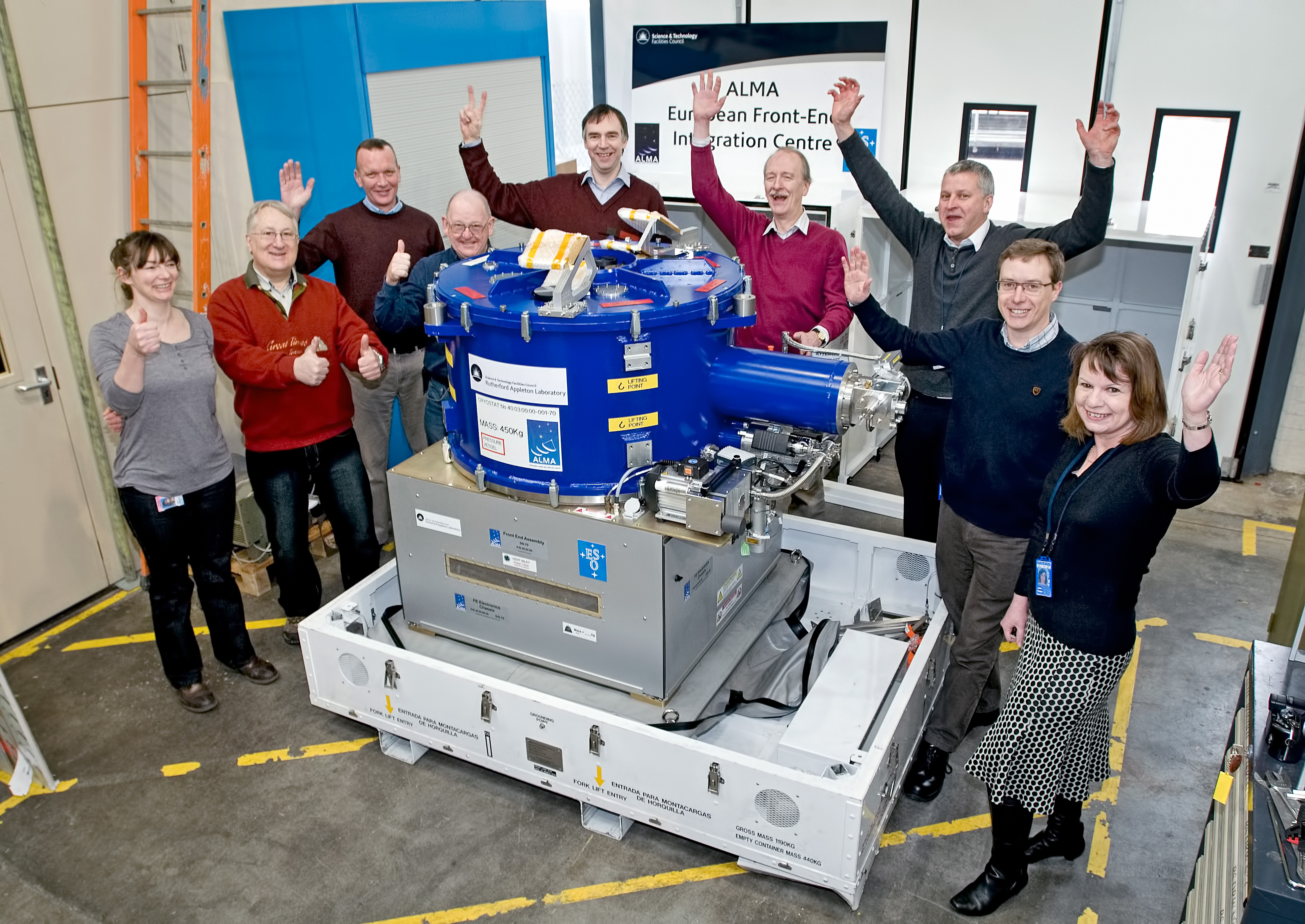
L'équipe projet autour d'un équipement de l'observatoire ALMA développé au RAL.

Le Laboratoire Rutherford Appleton également désigné par son acronyme RAL (Rutherford Appleton Laboratory) est un des principaux instituts de recherche  publics anglais  intervenant dans le domaine de la physique des particules, des sciences spatiales, de l'astronomie, de l'informatique, de la biologie, de la médecine et de la chimie. il est le gestionnaire de grands équipements de recherche dans le domaine de la physique tels que le Diamond Light Source, ISIS et le Central Laser Facility (en). Créé en 1957, RAL emploie environ 1 200 personnes et est rattaché à l'agence gouvernementale Science and Technology Facilities Council.

## Historique
Le laboratoire Appleton est créé en 1921 mais c'est en 1957 qu'est créé à Chilton, siège du RAL, le Laboratoire des hautes énergies Rutherford qui est à l'époque un établissement du National Institute for Research in Nuclear Science. Celui-ci est par la suite fusionné avec les laboratoires Atlas (1975) puis Appleton (1979). En 1995 le RAL est rattaché avec le laboratoire de Daresbury à l'agence gouvernementale Science and Technology Facilities Council.

## Activité
Le RAL gère plusieurs grands équipements de physique : 
- le Diamond Light Source est un synchrotron de troisième génération qui produit des faisceaux de rayons infrarouge, rayons X et rayons ultraviolet utilisés pour des études portant sur la structure de la matière[2].
- ISIS est un ensemble d'instruments reposant sur un accélérateur de protons produisant  des neutrons et des muons[3].
- Le Central Laser Facility (en) est destiné à la mise au point de lasers notamment pour recréer les conditions régnant au cœur des étoiles[4].

Le RAL comprend également un département, RAL Space, consacré à la réalisation d'instruments scientifiques embarqués à bord de missions spatiales et un réseau de 7 agences, baptisé Satellite Applications Catapult, consacré au développement des applications spatiales commerciales.
Le RAL emploie envoie 1 200 personnes et assure une activité de support pour environ 10 000 ingénieurs et chercheurs travaillant essentiellement dans la recherche universitaire. Le laboratoire est situé à Chilton dans l'Oxfordshire.

## Département RAL Space
Le département RAL Spaces, qui emploie environ 200 personnes conçoit, développe et teste des instruments scientifiques embarqués à bord de satellites scientifiques et d'applications. Il travaille en relation étroite avec l'Agence spatiale britannique et ses principales contributions portent sur des missions de l'Agence spatiale européenne et de la NASA. RAL Spaces dispose d'installations spécialisées pour l'assemblage et les tests d'engins spatiaux : salles blanches (surface totale 1 200 m2), chambres à vide...

### Contributions
Quelques contributions de RAL Spaces :
- Spectromètre imageur SPICE  (Spectral Imaging of the Coronal Environment) de l'observatoire solaire Solar Orbiter
- Électronique des CCD des caméras  de l'observatoire solaire Solar Dynamics Observatory
- Spectromètre miniaturisé de la sonde spatiale lunaire indienne Chandrayaan-1
- Composants de l'instrument ASPERA-3 de Mars Express
- Composants du spectromètre Raman du rover ExoMars
- Chromatographe en phase gazeuse Ptolemy embarqué à bord de l'atterrisseur Philae de la sonde spatiale Rosetta
- Composants de l'instrument MIRI du télescope spatial infrarouge JWST
- etc.